# Veronica Franchi
Veronica Franchi (fl. XVII secolo) è stata una pittrice italiana attiva nella seconda metà del XVII secolo in ambito bolognese.

## Biografia
Pochissimo si sa di questa pittrice.
Carlo Cesare Malvasia, ripreso in seguito da Luigi Crespi, segnala nel suo Felsina pittrice che Veronica Franchi frequentò la bottega d'arte bolognese per donne gestita da Elisabetta Sirani. Al pari di alcune sue colleghe tra cui Ginevra Cantofoli, Lucrezia Scarfaglia, Vincenza Fabbri e Maria Elena Panzacchi, Veronica Franchi non proveniva da una famiglia di artisti e poté studiare disegno e pittura solo grazie alla scuola della Sirani, unicum bolognese nel panorama artistico dell'epoca.
Attiva a Bologna intorno al 1670 circa, questa artista prolifica si specializzò nei ritratti e nelle composizioni a carattere storico. Tra i suoi dipinti si ricordano in particolare una Cleopatra, una Lucrezia e un grande quadro con il Rapimento di Elena. Antonio Masini, Marcello Oretti e Luigi Crespi segnalano anche un Lot con le due figlie, una Galatea con i Tritoni, una Guerriera, un'Artemisia che piange sopra le ceneri della madre e un Sant'Andrea.
Caduta nell'oblio, molte delle sue opere sono andate perdute, le sue opere potenzialmente esistenti sono ancora in fase di ricerca.